# Mysidia krameri
Mysidia krameri är en insektsart som beskrevs av Broomfield 1985. Mysidia krameri ingår i släktet Mysidia och familjen Derbidae. Inga underarter finns listade i Catalogue of Life.